# Capilla Paulina (Quirinal)
La Capilla Paulina (en italiano, Cappella Paolina) es el nombre que recibe el principal espacio de culto del Palacio del Quirinal en Roma, residencia oficial del presidente de la República Italiana y anteriormente de los reyes de Italia y de los papas.

## Historia
El origen de la capilla se encuentra en los trabajos ordenados por Paulo V para la finalización del edificio. Por entonces el palacio pasó a ser residencia estable de los pontífices. En consecuencia, el planteamiento de la capilla se dirigía a que, por sus forma y tamaño, sirviera para poder reproducir en el Quirinal el ceremonial pontificio como en la capilla Sixtina del Palacio Apostólico Vaticano. El diseño de la capilla se debe a Carlo Maderno. Inicialmente Paulo V pensó en decorar su bóveda con frescos al estilo de la Capilla Sixtina. Para el muro del testero el pintor Andrea Commodi llegó a pintar bocetos representando la Caída de los ángeles rebeldes. Finalmente la bóveda fue decorada con estucos de gusto barroco clasicizante obra de Martino Ferrabosco.

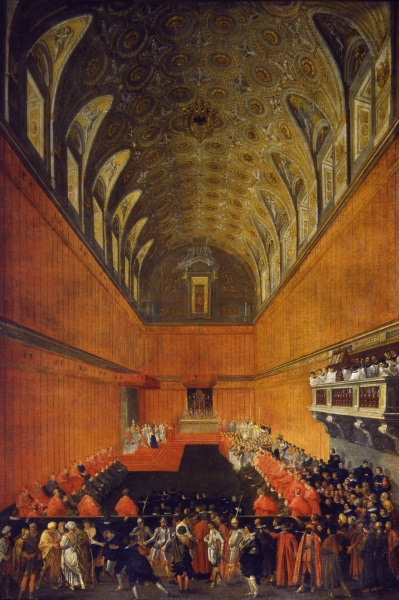
La capilla representada como marco de la investidura de Taddeo Barberini como

Durante los siglos XVII y XVIII la capilla fue escenario de múltiples ceremonias de la corte papal.
Las paredes inferiores de la capilla fueron pintadas al fresco por Rafael Stern por mandato de Pío VII.
En el siglo XIX fue testigo de varios cónclaves: el de 1823 en que fue elegido León XII; el de 1829, en que se eligió a Pío VIII; el de 1830 en que resulto elegido, Gregorio XVI;  y por último el de 1846 en que se eligió a Pío IX.
Con la toma de Roma en 1870 por las tropas del rey de Italia, la residencia fue abandonada por Pío IX y pasó a ser habitada por los reyes de Italia. La capilla mantuvo el culto y fue escenario de distintas ceremonias religiosas de la corte italiana, por ejemplo, la boda del hijo primogénito y heredero de Víctor Manuel III de Italia, Humberto, príncipe del Piamonte; y la princesa María José de Bélgica en 1930.

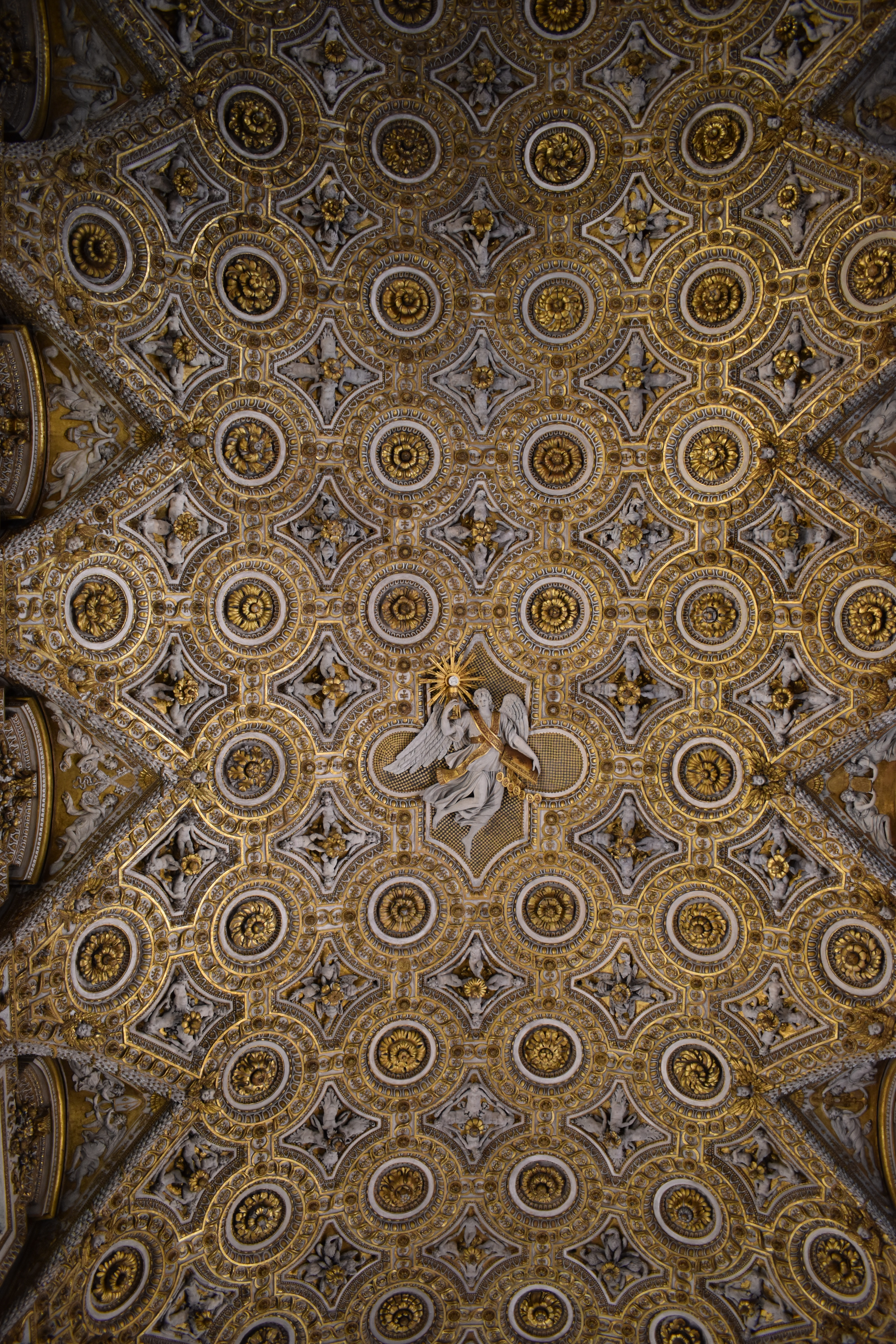
Bóveda de la capilla por Martino Ferabosco.

## Descripción
La capilla se encuentra situada a la altura del piso principal del palacio, en lo que corresponde al final de la crujía este del palacio. Su cabecera se encuentra en la fachada sur del edificio. Dentro del piso principal, la entrada principal de la capilla se realiza por medio de la Sala de los Coraceros.
La capilla cuenta con unas dimensiones aproximadas de 42 metros de largo, 13 de ancho y 20 de altura.